# 洛日附近斯塔里特尔格
洛日附近斯塔里特尔格（斯洛維尼亞語： 發音：[ˈstaːɾi ˈtəɾk pɾi ˈloːʒu]），是斯洛維尼亞內卡尼奧拉地區洛什卡多利纳市镇的聚居地及行政中心。

## 教堂

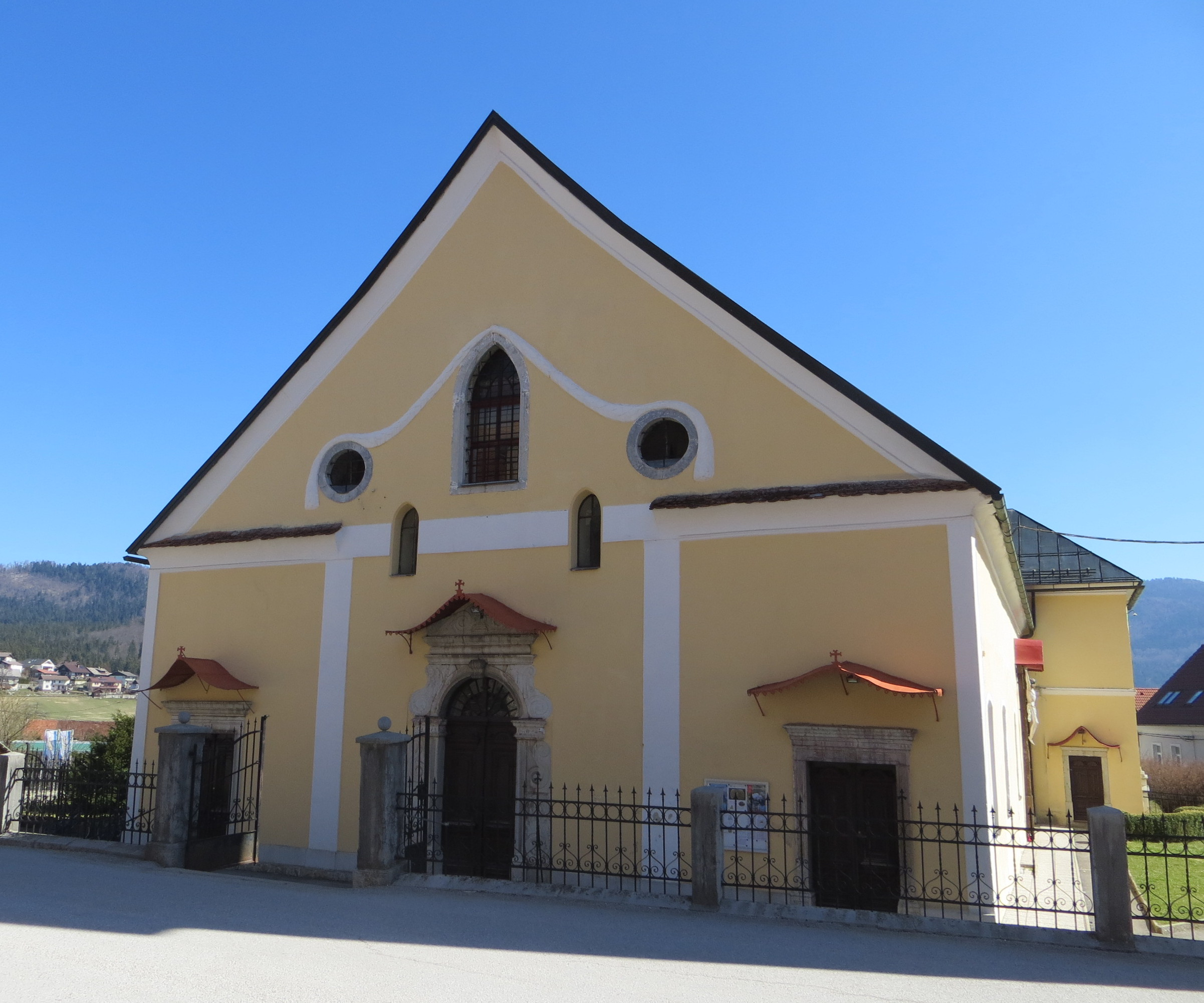
圣乔治教堂

當地的堂區教堂是獻給聖喬治，屬於天主教盧布爾雅那總教區。該堂區創建於12世紀下半葉，最早在1221年的書面文件中提及該教堂。原來的教堂經過多次重建和擴建。現存建築中保留了16世紀早期的壁畫，1643年增加了現有的聖殿。

## 外部連結
- Stari Trg pri Ložu on Geopedia （页面存档备份，存于）
- 维基共享资源上的相關多媒體資源：洛日附近斯塔里特尔格